# Leona Mitchell
Leona Mitchell es una soprano estadounidense nacida el 13 de octubre de 1949 en Enid, Oklahoma que en la década de 1980-1990 cantó algunos de los papeles del repertorio italiano asociados con sus antecesoras Leontyne Price y Martina Arroyo.
Comenzó a cantar en el coro de la iglesia bautista donde su padre, el reverendo Hulon Mitchell, era el ministro. Estudió en la Universidad de Oklahoma City y en Juilliard School Nueva York.
Debutó en 1973 como Micaela en Carmen en la Ópera de San Francisco y en 1975 en el Metropolitan Opera de Nueva York junto a Régine Crespin y Plácido Domingo. Entre 1975 y 1993 cantó con la compañía metropolitana Mimi, Pamina, Leonora, Elvira (Ernani con Luciano Pavarotti), Madame Lidoine, Aída, Manon Lescaut, Madame Butterfly, Amelia y Bess que protagonizó luego en el primer registro integral dirigido por Lorin Maazel. 
Como Liú en Turandot de Puccini acompañó a Montserrat Caballé y Luciano Pavarotti en la Opera de San Francisco en 1977 y a Eva Marton y Plácido Domingo en el Met en 1988 dirigidos por James Levine.
En 1987 fue Salome para la Herodiade de Grace Bumbry en la ópera homónima de Massenet en Niza, Francia y en 1990 debutó en el Teatro Colón de Buenos Aires como Leonora en Il trovatore regresando en tres temporadas como Manón Lescaut, Amelia en Un ballo in maschera y Elisabetta en Don Carlo.
Ha cantado también en las óperas de París, Ginebra, Israel, Australia y otras.
Reside en Houston, Texas.

## Discografía referencial
- Bizet: Carmen / Levine, Met (DVD)
- Gershwin: Porgy And Bess / Maazel
- Massenet: Hérodiade / Prêtre, Niza
- Puccini: Turandot / Chailly, SF 1977
- Puccini: Turandot / Levine, Met 1988 (DVD)
- Verdi: Ernani / Levine, Met 1983 (DVD)
- Verdi: Un Ballo In Maschera / Hirokami, Sydney (DVD)